# FX Harsono
FX Harsono (* 1949 in Blitar, Java, Indonesien) ist einer der wichtigsten und international bekanntesten zeitgenössischen Künstler Indonesiens. In seinen Arbeiten fokussiert er die Beziehung des Künstlers zur Gesellschaft, die neuere Geschichte Indonesiens und die Identität der chinesischen Minderheit des Landes.

## Leben
Harsono, der zur chinesisch-stämmigen Bevölkerungsgruppe Indonesiens gehört, studierte 1969–1974 Malerei an der Akademia Seni Rupa Indonesia (ASRI) in Yogyakarta und 1987–1991 am IKJ (Jakarta Art Institute), wo er bis 1997 lehrte. 2005–2013 war er Lehrbeauftragter an der Kunst- und Design-Fakultät der privaten Pelita Harapan University in Tangerang.
1975 gründete er mit anderen Künstlern die Gerakan Seni Rupa Baru (Neue Kunstbewegung), die einen experimentell-konzeptuellen Ansatz verfolgte und in ihren Installationen und Performances durch die Verwendung von alltäglichen Materialien und Dokumenten die aktive Auseinandersetzung mit sozialen und politischen Themen zum Ziel hatte. Nach 1998 unterstützte er den Prozess der Reformasi, der Versöhnung der Gruppen der indonesischen Gesellschaft nach der Diktatur.

## Werk
Während des diktatorischen Suharto-Regimes in Indonesien (1967–1998) waren Harsonos Installationen und Performances deutlich sichtbare und wichtige Protestakte gegen einen unterdrückerischen Staatsapparat, der 1967 nach den Massenmorden an Chinesen die Propagierung der chinesischen Kultur, Religion und aller Ausdrucksformen chinesischer Ethnizität und Identität verboten hatte. Bekannt wurde seine Installation Voice without Voice (1993/94), bei der er die neun Fingeralphabet-Buchstaben des Worts demokrasi auf Leinwand druckte. Der Sturz des Regimes im Jahr 1998, der erneute Unruhen und verbreitete Gewalt gegen die chinesische Minderheit Indonesiens auslöste, führte zu einer introspektiven Wende in Harsonos künstlerischer Praxis. Er begann mit der Erforschung seiner Familiengeschichte und der Rolle seiner chinesischen Gemeinschaft in der indonesischen Gesellschaft. Die Wiedergewinnung verdrängter Geschichten, Kulturen und Identitäten und die Rolle, die der Künstler in diesem Prozess spielen kann, prägen sein Werk. Dazu gehört die Frage nach der Bildung von Gruppen- und persönlichen Identitäten. Harsono benennt in seinen Werken deutlich die Gewalt und ihre Urheber, aber vor allem versucht er, den Opfern Namen und Identität zurückzugeben.
Als Artist in Residence hielt sich FX Harsono – oft mehrfach – in den Niederlanden, Japan, China, Taiwan, Singapur, Australien und den USA auf.

## Ausstellungen (Auswahl)
- Asien-Pazifische Triennale für zeitgenössische Kunst in Brisbane, Australien (1993)
- Victim, Cemeti Art Gallery, Yogyakarta (1998)
- Reformasi Indonesia, Protest in Beeld, Museum Nusantara, Delft, Niederlande
- Displaced, Galerie Nasional Indonesia, Jakarta, und Cemeti Art House, Yogyakarta (2003)
- FX Harsono: Testimonies, Singapore Art Museum (2010)
- Beyond the Self: Contemporary Portraiture from Asia, Gruppenausstellung, National Portrait Gallery, Canberra, Australien[3]
- Rewriting Worlds, 4. Biennale zeitgenössischer Kunst, Moskau (2011)
- Writing in the Rain, Tyler Rollins Fine Art, New York (2012). Ein Video, das den Künstler zeigt, wie er mit einer Bürste seinen Namen mit chinesischen Zeichen schreibt, während der Regen die Tinte langsam abwäscht - eine Meditation über Verlust, Erinnerung und Dauerhaftigkeit personalr und kultureller Identität.[4]
- What is it to be a Chinese? Gruppenausstellung, Grimmuseum Berlin (2012)
- Jogja Biennale, Yogyakarta (2013)
- One Step Forward, Two Steps Back — Us and Institution, Us as Institution, Gruppenausstellung, Times Museum Guangzhou, China (2013)[5]
- Traditions/Tensions: Contemporary Art in Asia, New York (2014)
- Beyond Identity, Nexus Arts Gallery, Adelaide, Australien (2015)
- 20. Biennale Sydney (2016)[6]
- The Chronicles of Resilience, Tyler Rollins Fine Art, New York (2016) mit den Installationen Memory of the Survivor und The Light of Spirit, die an die Massengräber der 1947-949 in Java ermordeten Chinesen erinnern.
- NAMA, Tyler Rollins Fine Art, New York (2019)
- The Great Indonesia Exhibition, Gruppenausstellung, De Nieuwe Kerk Amsterdam

## Ehrungen
- Joseph Balestier Award for the Freedom of Art der US-Botschaft in Singapur (2015)[7]
- Prinz-Claus-Preis (2014) in Würdigung seiner „entscheidenden Rolle in der zeitgenössischen Kunstszene Indonesiens seit vierzig Jahren“[8]